# Björn Lind
Björn Johan Lind (* 22. März 1978 in Ljusterö, Gemeinde Österåker) ist ein ehemaliger schwedischer Skilangläufer.
Seit dem Jahr 2000 startet Lind regelmäßig im Weltcup und zählt seitdem immer zu den Podiumskandidaten. Bereits nach wenigen Weltcuprennen in der Saison 2001/02 gelangen dem Sprinter Ergebnisse unter den besten Zehn, im gleichen Winter feierte er auch sein erstes Podiumsresultat. Schon 2002 erreichte er als bester Läufer Schwedens einen vierten Platz im olympischen Sprintfinale, die gleiche Platzierung gelang ihm im Weltmeisterschaftsfinale 2005. Seinen Karrierehöhepunkt erreichte Lind, als er 2006 in Turin Doppelolympiasieger wurde, mit Siegen im Einzel- und Teamsprint. In der Saison 2005/06, in die auch seine Olympiasiege fielen, gewann der Schwede zudem drei Einzelsprints und später auch mit deutlichem Vorsprung den Gesamtsprintweltcup. Die folgenden Jahre verliefen weniger erfolgreich, jedoch verbuchte er einen weiteren Weltcupsieg im Teamsprint sowie erneut den vierten Rang im Weltmeisterschaftssprint 2007. Gemeinsam mit Thobias Fredriksson zählt Björn Lind zu den erfolgreichsten schwedischen Sprintern der 2000er-Jahre.

## Karriere

### Anfänge und Ausbildung am Skigymnasium (1994–2000)
In seiner Jugend, die Lind in seiner Heimatregion Roslagen im östlichen Schweden verbrachte, übte er diverse Sportarten aus, ehe er 1994 auf das Skigymnasium im westschwedischen Torsby wechselte; von nun an konzentrierte er sich auf Biathlon und Skilanglauf. Obwohl er lieber Skilanglauf trainiert hätte, startete er im Biathlon, da er der Meinung war, nicht genug Talent für seine favorisierte Disziplin zu besitzen. Nach dem Abschluss seiner Schullaufbahn hatte er Wehrdienst in einem Sportzug in dem Garnisonsort Sollefteå, anschließend zog er 1999 nach Umeå, wo er seitdem lebt. Er trat jedoch nicht dem ortsansässigen Verein IFK Umeå bei, da dieser zu jener Zeit viele Talente wie den späteren Weltmeister und Gesamtweltcupsieger Per Elofsson förderte und Lind keinen Platz für sich selbst sah. Stattdessen wurde er Mitglied des Hudiksvalls IF, der in dem 380 Kilometer von Umeå entfernten Hudiksvall beheimatet ist.

### Erste Weltcuprennen und Etablierung in den Top Ten (2000–2003)
Linds internationale Karriere begann im Februar 2000, als er in Umeå sein erstes FIS-Rennen – allerdings nur mit schwedischer Beteiligung – bestritt. Seine ersten Wettkämpfe waren Distanzrennen über 15 Kilometer, während er nur selten Sprints lief. Auf jener Distanz jedoch gelang ihm im Continentalcup ein elfter Rang, durch den er sich für den Weltcup qualifizierte. Dort scheiterte er bei seinen ersten beiden Sprints in Engelberg schon frühzeitig im Prolog, sodass er bis Ende 2001 wieder nur bei unterklassigen Rennen startete. Im Dezember 2001 bekam er im italienischen Cogne seine nächste Chance in der höchsten Wettkampfklasse. Diesmal überraschte er positiv mit der Bestzeit in der Qualifikation, die er gemeinsam mit Cristian Zorzi lief. In den folgenden Viertelfinals verpasste er nach einem Sturz als Dreizehnter aber den Einzug in die Halbfinals, das Rennen gewann letztendlich Zorzi. Auch in den beiden folgenden Sprints setzte Lind die Bestzeit im Prolog und platzierte sich einmal auf dem vierten und einmal auf dem neunten Rang. Beim Wettbewerb in Asiago verpasste er das Podest nur knapp, da er im Finale zum Schluss vom Deutschen Andreas Schlütter überspurtet wurde. Auch im weiteren Saisonverlauf überzeugte Lind auf den kurzen Kursen, sodass der schwedische Verband ihn als einen der drei Sprinter des Landes zu den Olympischen Winterspielen 2002 nominierte. Auch beim olympischen Sprint zeigte der Schwede sein Können und hielt die beiden Landsleute Thobias Fredriksson sowie Jörgen Brink auf Distanz. Im Finale, an dem nur vier Läufer teilnahmen, musste er sich aber letztendlich seinen Konkurrenten geschlagen geben und blieb daher medaillenlos. Einen Podiumsrang, seinen ersten im Weltcup, erreichte er dagegen beim nacholympischen Sprint in Stockholm, wo er Dritter wurde. Die Saison beendete der Olympiavierte mit zwei nationalen Distanzrennen in Gällivare, bei denen er sich ebenfalls achtbar schlug.
Eher schwach begann die Saison 2002/03 für den Sprintweltcupsiebten des vergangenen Winters. Beim ersten Weltcup von Clusone schied er schon im Prolog als 22. aus, den darauffolgenden Wettkampf beendete er immerhin als Neunter. Nachdem er auch in Linz nur Elfter geworden war, legte Lind eine zweimonatige Weltcuppause ein, in der er ein FIS-Rennen gewann und ein zweites als Zweiter bestritt. Bei der Schwedischen Meisterschaft Ende Januar/Anfang Februar 2003 gelang ihm ein siebter Rang im 10-Kilometer-Rennen, seine restlichen Starts endeten weiter zurück. Bei seiner Rückkehr in den Weltcup schaffte der Schwede den Sprung zurück in die Top Ten, in Drammen gewann er wieder einmal die Qualifikation, fiel im Sprint selbst allerdings auf Rang sieben zurück, was sein bestes Saisonresultat blieb. Beim Weltcup von Falun lief Lind auch erstmals in der schwedischen Staffel für die historische Provinz Hälsingland, die allerdings nur den 14. Rang unter 17 Staffeln belegte. Den Winter beschloss der Schwede mit der nationalen Sprintmeisterschaft, bei der er Bronze hinter Brink und Fredriksson gewann. Insgesamt verschlechterte er sich in der Sprintwertung auf den zwölften Rang, obwohl er nur 20 Punkte weniger als im Vorjahr sammelte.

### Weltklasse und Weltmeisterschaftsmedaillen (2003–2005)
Der Saisonauftakt zum Weltcup 2003/04 fand in Düsseldorf statt. Den Stadtkurs bewältigte Lind im Prolog als Schnellster, diese Leistung konnte er jedoch im Wettbewerb nicht halten und wurde schließlich Vierter. Im Teamsprint startete er gemeinsam mit dem schwächeren Mikael Östberg und erreichte als Zehnter das Ziel. Nun ging der Schwede wie schon im Vorjahr wieder bis Februar 2004 in eine Weltcuppause, in der er jedoch keine weiteren guten Ergebnisse erzielte. Bei den Wettbewerben in Skandinavien im Februar und März gelangen ihm weitere ordentliche Ergebnisse, ein Platz unter den besten Fünf schaffte er jedoch nicht. Erst in Lahti beim Teamsprint zeigte er wieder ein Top-Ergebnis, als er mit Mats Larsson nur eine halbe Sekunde Rückstand auf die russischen Sieger hatte und den zweiten Platz erreichte. In Pragelato verpasste er abermals als Vierter das Podest, damit beendete er die Saison mit einem neuen persönlichen Punkterekord von 211 Zählern, womit er Neunter im Sprintweltcup wurde. Außerdem platzierte er sich im Gesamtweltcup als 29., was seine erste Top-30-Platzierung dort bedeutete. Den Winter beendete er wiederum bei der Schwedischen Meisterschaft in Skellefteå, wo er aber sogar im Sprint eine Medaille verpasste.
Noch vor dem ersten Weltcup des neuen Winters Weltcup 2004/05 bestritt Lind den Oktobersprinten in Mora, wo er den Weltcupsieger des Vorjahres, Thobias Fredriksson, bezwang und seine gute Form unter Beweis stellte. In Düsseldorf, wo wie im vergangenen Jahr der Saisonauftakt stattfand, gelang dem Schweden der achte Rang im Sprint und der fünfte im Teamsprint. Bei seinem ersten 15-Kilometer-Rennen in der höchsten Langlaufklasse in Gällivare landete er dagegen weit abgeschlagen auf Rang 56. Nachdem er zwei FIS-Rennen gewonnen hatte, zeigte er sich bei den Dezember-Weltcups in Bern und Asiago weiterhin stark. Nach einem fünften Platz im Sprint von Bern sowie dem vierten Rang im dortigen Teamsprint erreichte er in Asiago sogar seinen dritten Podestplatz, als er sich auf Rang drei im Ziel klassierte. Im Gegensatz zu den Vorjahren nahm er nun nicht an der Schwedischen Meisterschaft teil, sondern ging auch im Januar im Weltcup an den Start. Dies zahlte sich aus, denn beim Sprint von Nové Město na Moravě lief er Qualifikationsbestzeit und bestätigte als Dritter im Sprint seine Form. Auch beim Teamsprint von Pragelato – der Generalprobe für die ein Jahr später dort ausgetragenen Olympischen Spiele – platzierte er sich mit Partner Tobias Fredriksson auf dem zweiten Platz. Der letzte Wettkampf vor seiner ersten Nordischen Skiweltmeisterschaft, wo er als Favorit gehandelt wurde, misslang dem Schweden allerdings, er wurde nur Dreißigster in Reit im Winkl. Bei der Ski-WM selbst bestätigte Lind seinen Status als Medaillenanwärter, indem er Zweiter der Qualifikation hinter Wassili Rotschew wurde. Im Wettkampf zog er auch bis ins Finale ein, verpasste dort wegen Skiproblemen als Vierter aber knapp die Medaillen. Auch im Team-Sprint gewann er kein Edelmetall, mit Partner Fredriksson platzierte er sich auf dem neunten Platz. Nach der Weltmeisterschaft bestritt er noch zwei Weltcupsprints, die er als Siebter beziehungsweise Zwölfter beendete. Einen Start in der Verfolgung beendete er nicht, da er aufgeben musste.

### Sprintsiege im Weltcup und bei Olympia (2005–2006)

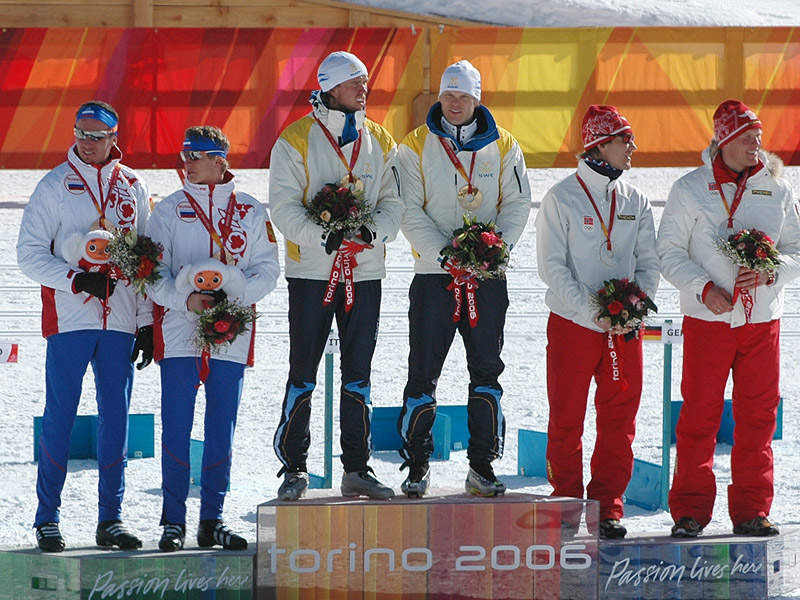
Björn Lind mit Goldmedaille im Teamsprint bei Olympia 2006

Im Sommer 2005 hatte Lind nach eigener Aussage keine gesundheitlichen Probleme und konnte daher seinen Trainingsplan komplett durchziehen. Der Winter 2005/06 wurde so zu seinem bis heute erfolgreichsten. Düsseldorf, wieder einmal den Saisonauftakt bildend, begann mit dem Sieg des Schweden im Prolog. Im Rennen stieß er auf den fünften Rang vor, im Teamsprint wurde er mit Fredriksson Zweiter. In drei folgenden FIS-Rennen siegte er zweimal und klassierte sich einmal als Zweiter, sodass es nicht überraschend kam, als er in Vernon zunächst die Qualifikation für sich entschied und anschließend im Rennen zum ersten Mal in einem Einzelsprint Weltcupzweiter wurde. In Canmore holte er seine ersten Punkte auf der längeren Distanz – seine bis heute einzigen –, indem er über 30 Kilometer als 25. ins Ziel kam. Im Teamsprint kam er als Zweiter ebenfalls auf das Podium. Seine außergewöhnlich gute Form stellte er erneut unter Beweis, als er in Nové Město zunächst die Qualifikation und dann zum ersten Mal auch einen Weltcup gewann. Dieses Ziel erreichte er nur knapp, mit 0,1 Sekunden Vorsprung auf seinen Landsmann Peter Larsson. Eine Woche darauf feierte der Schwede in Otepää gleich seinen zweiten Weltcuperfolg, mit unerwartet großem Vorsprung vor der Konkurrenz. Lind selbst gab an, er sei in diesem Rennen taktisch gelaufen und hätte wegen des schweren Kurses erst zum Schluss seine volle Geschwindigkeit ausgenutzt. Die Wettkämpfe von Lago di Tesero und Oberstdorf verliefen für ihn nicht so erfolgreich, mit der Staffel verbuchte er einen vierzehnten, im Sprint einen achten Rang. Doch schon in Davos, den letzten Wettkämpfen vor den Olympischen Winterspielen 2006 in Turin, wiederholte der Schwede seine Erfolge und erreichte seinen dritten Triumph. Neben der Form würde in jenem Winter auch das Material passen, sodass er nicht nur im Prolog schnell sei, begründete er die Erfolgsserie, die ihn zu einem Top-Favoriten auf olympisches Gold machte. Diese Rolle verstärkte er noch im olympischen Teamsprint, als er sich und seinem Partner Thobias Fredriksson auf der Zielgerade den Sieg sicherte. Tatsächlich gewann Lind die Qualifikation des Einzelsprints deutlich, ebenso stark siegte er im Viertelfinale. Auch das Finale lief er von vorn und so triumphierte er schließlich mit großem Abstand vor Roddy Darragon. Dazu meinte der nach Goldmedaillen erfolgreichste schwedische Athlet der gesamten Spiele: „Ich habe wahnsinnig hart an meiner Technik gefeilt.“ Im Sprint war er erst der zweite Olympiasieger, da dieser erst 2002 olympisch geworden war, im Teamsprint bei dessen Olympiapremiere sogar der erste. Nach dem Doppelolympiasieg gelang dem Schweden in der restlichen Saison kein Podiumsergebnis im Weltcup mehr, dennoch gewann er mit 586 Punkten deutlich die Gesamtsprintwertung. Im Gesamtweltcup reihte er sich auf dem vierten Rang ein, da er anders als die meisten dort vorne platzierten Athleten kein Allrounder, sondern ein reiner Sprinter war. Bei den nationalen Meisterschaften im März und April 2006 startete er zum wiederholten Male nicht.

### Rückschläge und Karriereende (2006–2012)

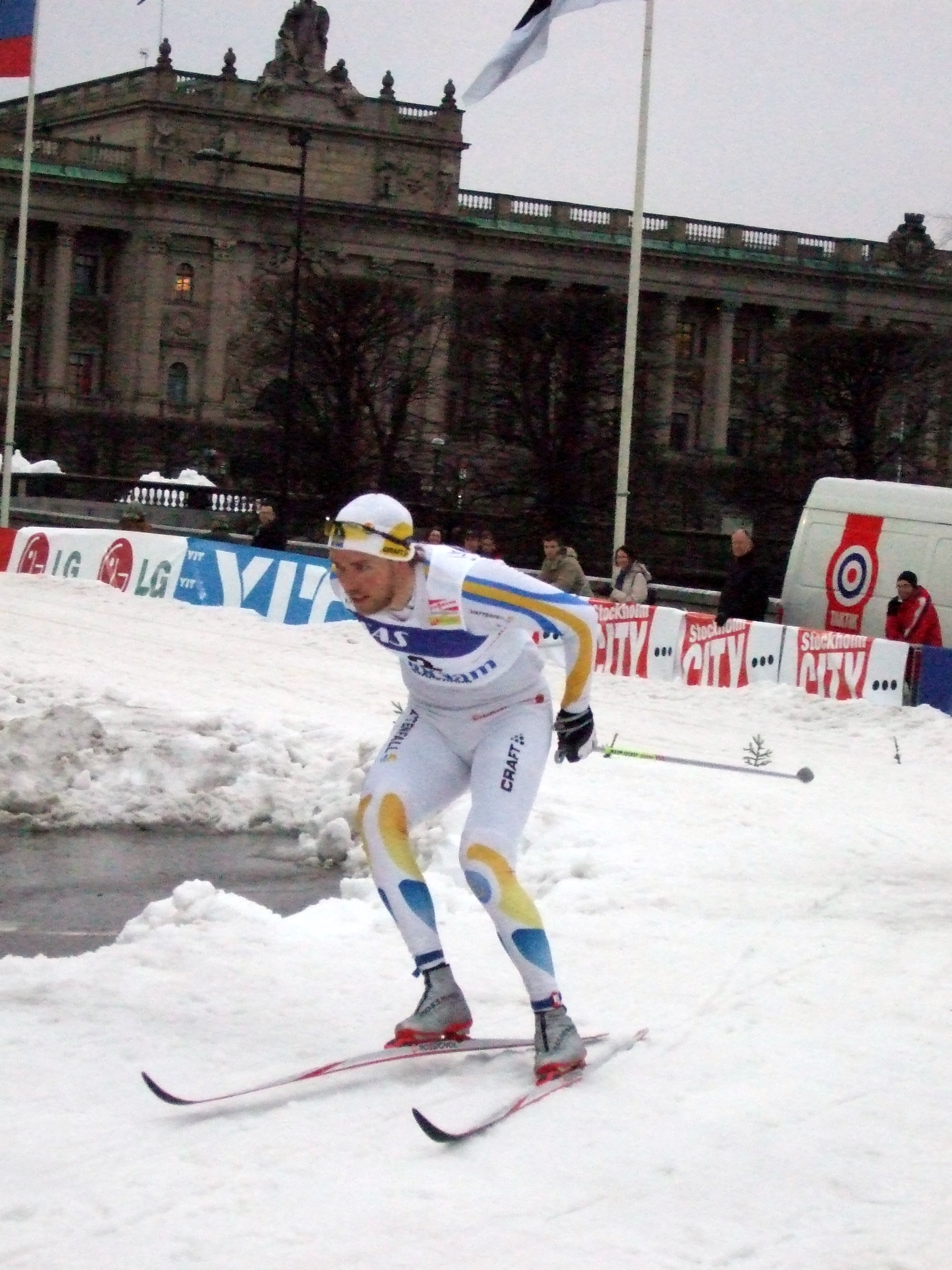
Lind in Stockholm 2007

Im Sommer 2006 unterschrieb Björn Lind einen Werbevertrag von umgerechnet mehr als 100.000 Euro mit einem schwedischen Hersteller. Die Summe war eine der höchsten der Skilanglauf-Geschichte. Die Saison 2006/07 begann erneut in Düsseldorf. Diesmal erreichte Lind dort nur den achten Rang, gemeinsam mit Peter Larsson, der ebenfalls früh ausgeschieden war, rehabilitierte er sich jedoch im Teamsprint, den die beiden gewannen – für Lind der erste Erfolg in jener Disziplin. Die folgenden Wettkämpfe im November 2006 verliefen nicht gut für den Schweden, sodass er vor der erstmals ausgetragenen Tour de Ski 2006/07 wieder eine Pause einlegte. Den Eröffnungssprint von München beendete er als Neunter, die zweite Kurzdistanz in Asiago als Zehnter, nachdem er Zweiter der Qualifikation gewesen war. Ansonsten stand der Schwede fast immer recht weit hinten in den Distanzrennen, in der Tourgesamtwertung platzierte er sich als 63. und damit als letzter der ins Ziel gekommenen Athleten. Bis zu der Nordischen Ski-WM 2007 in Sapporo bestritt er nur noch wenige Wettkämpfe, doch sogar in einem rein schwedischen FIS-Rennen wurde er nur Neunter. Bei der Weltmeisterschaft erreichte er dennoch das Finale und den vierten Rang, dies blieb jedoch sein bestes Ergebnis in einer sonst recht erfolglosen Saison. Nach weiteren Weltcups mit schlechten Platzierungen – eine Ausnahme bildete der Sieg in der Qualifikation zum Sprint von Drammen, bei dem er Zehnter wurde – klassierte sich der Sieger des Vorjahres im Sprintweltcup 2006/07 nur als 26.
Nach den schwachen Auftritten im Winter zuvor trennte sich Lind wie schon die beiden Fredriksson-Brüder im Juli 2007 vom schwedischen Team und trainierte von nun an eigenständig. Zudem gab er das Ziel aus, nicht mehr reiner Sprinter, sondern Allround-Läufer zu werden. Tatsächlich schien diese Maßnahme bei den ersten Weltcups der Saison 2007/08 erfolgreich. In Düsseldorf platzierte er sich auf dem zweiten Rang hinter Überraschungssieger Josef Wenzl, in Kuusamo gewann er zwar den Prolog, lief im Wettkampf aber nur auf Platz neun. Nachdem er in Rybinsk wieder aus den Top Ten gerutscht war, fuhr der Schwede zum Jahreswechsel 2007/2008 nach Ostasien, um dort Rennen im Far East Cup zu bestreiten. Obwohl dort viele Weltklasseathleten nicht an den Start gingen, reichte es nicht zu einem besseren Resultat als dem sechsten Rang, in Shangri-La wurde er sogar nur 21. Bei einem 30-Kilometer-FIS-Rennen in Changchun gelang ihm der fünfte Rang. Die Weltcups im Januar/Februar 2008 verliefen für Lind durchwachsen. Zwar kam er immer in der Nähe des 10. Platzes ein, ein Topergebnis blieb jedoch aus. Dieses erreichte er in Lahti, als er Vierter wurde und das Podium nur knapp verpasste. Insgesamt verbesserte er sich im Sprintweltcup wieder auf den achten Rang, wenngleich er nicht an die Form des Winters 2005/06 anknüpfen konnte. Zum Saisonende gewann er noch ein FIS-Rennen in Falun.
Als Ziel für den kommenden Winter gab Lind im Sommer 2008 an, er wolle gesund bleiben und sich in der Saison besonders auf die Skiweltmeisterschaft 2009 in Liberec konzentrieren. Der Winter 2008/09 begann für ihn erneut schlecht, bis er im Dezember in Davos einen sechsten Rang erreichte. In Düsseldorf wurde er mit seinem Partner Thobias Fredriksson zudem Zweiter im Teamsprint, ansonsten blieben Top-Resultate jedoch weiter aus. Um sich genügend auf die olympischen Testwettkämpfe in Vancouver-Whistler vorzubereiten, die Mitte Januar 2009 auf dem Weltcupprogramm standen, ließ der Schwede wie schon im Vorjahr die Tour de Ski aus. Einem erneut guten Prolog, den er als Zweiter beendete, folgte der elfte Platz in einem Weltcuprennen, das viele Topsprinter ausgelassen hatten. Auch in den abschließenden Saisonsprints kam Lind nicht mehr zu einem Topresultat, beste Platzierung war ein weiterer elfter Rang in Valdidentro. Dennoch wurde der Olympiasieger als einer von vier Schweden für die Ski-WM in Liberec nominiert. Während seine drei Teamkollegen sich für das Viertelfinale qualifizierten, schied Lind nach einem Sturz in der Abfahrt als 61. mit 17 Sekunden Rückstand bei drei Minuten Laufzeit aus. Er zeigte sich „sehr enttäuscht“ nach dem Fehler, dessen Ursache er in einem „klassischen Innenskifehler“ sah. Linds Winter fand seinen Abschluss in zwei Weltcuprennen, bei denen er zum ersten Mal seit Februar 2005 die Qualifikation nicht überstand.
Im Sommer 2009 wechselte der Schwede erstmals in seiner Karriere den Verein. Sieben Jahre lang, von 2002 bis 2009 war er Mitglied des Hudiksvalls IF gewesen, für den auch andere Weltcupläufer wie Peter Larsson und Jörgen Brink an den Start gingen. Im Juli 2009 wechselte er zum IFK Umeå, nachdem er schon zehn Jahre lang in der Stadt gelebt hatte. Um den erfolgreichsten Athleten des Vereins finanziell zu halten, hätte man die Junioren- und Jugendarbeit gefährden müssen, erklärte der Vorsitzende vom Hudiksvalls IF die Gründe für den Weggang Linds. Zu Beginn des Winters 2009/10 belegte er in Düsseldorf zusammen mit Peter Larsson auf den dritten Platz im Teamsprint. In den Einzelsprints kam er bei sechs Teilnahmen im Weltcup fünfmal in die Punkteränge und zweimal unter den ersten Zehn. Seine beste Platzierung in der Saison im Sprint erreichte er im Februar 2010 in Canmore mit dem vierten Platz. Bei den folgenden Olympischen Winterspielen in Vancouver errang er den 19. Platz im Klassik-Sprint. In seiner letzten Saison 2010/11 startete er im Marathon Cup. Dabei erreichte er meist Platzierungen im Mittelfeld. Beim Finlandia-hiihto errang er den dritten Platz und belegte zum Saisonende den 25. Platz in der Cupgesamtwertung.

## Privates
Björn Lind ist der Sohn zweier Lehrer und hat eine ältere Schwester, Sofia Lind, die ebenfalls als Skilangläuferin im Weltcup und bei Marathonrennen startete, ehe sie 2006 ihre Karriere beendete. Er ist nicht verheiratet, aber mit einer Fotografin befreundet. Sein Lieblingskurs im Weltcup ist der von Stockholm aufgrund der Atmosphäre, am schwersten empfindet er die Strecke von Oberhof, weil es dort schwer sei, richtig zu wachsen.
Linds Trainer ist Ola Rawald, der zugleich auch Ko- und Sprinttrainer des schwedischen Nationalteams ist und schon von 2002 bis 2006 dieses Amt innehatte – in Linds erfolgreichster Zeit, in die auch sein Doppelolympiasieg fiel –, ehe er nach China gewechselt war.

## Auszeichnungen
Im Jahr 2006 erhielt Björn Lind das Victoriastipendium, eine Auszeichnung, die im Rahmen des Geburtstages der schwedischen Kronprinzessin Victoria an herausragende schwedische Sportler verliehen wird. Im Januar 2007 bekam er den Titel als Sportler des Jahres in Schweden. Dabei setzte er sich gegen den Leichtathleten Christian Olsson, den Kanuten Markus Oscarsson sowie den Orientierungsläufer Emil Wingstedt durch. In seiner Dankesrede erklärte Lind:

”Det här har jag inte förberett riktigt. Det känns ungefär som när jag var 12 år och väntade på prisutdelningen i Roslagsmästerskapet. Då var det andra som skulle ha priser men nu är jag själv och det uppskattar jag.”

„Das hier habe ich nicht richtig vorbereitet. Das fühlt sich ungefähr so an wie als ich zwölf Jahre alt war und die Preisvergabe für die Meisterschaften von Roslagen erwartete. Damals sollten Andere Preise bekommen, aber jetzt bin ich selbst derjenige und das weiß ich zu schätzen.“

## Siege bei Weltcuprennen

### Weltcupsiege im Einzel
| Nr. | Datum             | Ort        | Disziplin        |
| --- | ----------------- | ---------- | ---------------- |
| 1.  | 30. Dezember 2005 | Nové Město | Sprint Freistil  |
| 2.  | 8. Januar 2006    | Otepää     | Sprint klassisch |
| 3.  | 4. Februar 2006   | Davos      | Sprint Freistil  |

### Weltcupsiege im Team
| Nr. | Datum            | Ort        | Disziplin             |
| --- | ---------------- | ---------- | --------------------- |
| 1.  | 29. Oktober 2006 | Düsseldorf | Teamsprint Freistil 1 |

## Statistik
Stand aller nachfolgenden Daten ist der 18. März 2009.

### Einzelweltcups
In diesen Tabellen werden alle Ergebnisse Björn Linds, die er in Sprints, Teamsprints, Staffeln sowie Distanzrennen erreichte, genannt. Dabei steht in der ersten Spalte die jeweilige Saison, es folgen die unterschiedlichen Weltcups der Saison. Hier stehen die Ergebnisse des Schweden in den unterschiedlichen Rennen. Die Abkürzung DNS bedeutet, dass er in jenem Wettkampf nicht teilnahm.
Insgesamt war Lind bisher bei 78 Weltcuprennen gemeldet, bei dreien startete er nicht, eines beendete er vorzeitig. Von den verbleibenden 74 Wettkämpfen bestritt er 59 im Sprint, zehn im Teamsprint, drei in der Staffel und zwei bei Distanzrennen. Er feierte vier Weltcupsiege und insgesamt 13 Podiumsergebnisse.
Allgemeine Hinweise:
1. Durch einen Tooltip kann man erfahren, in welchem Ort (in Klammern ist das Land angegeben) und wann das Rennen stattfand.
2. Siege, zweite sowie dritte Ränge sind mit farbigem Hintergrund gesondert markiert.
3. Weltmeisterschaftswettkämpfe sowie olympische Rennen werden nicht erwähnt, da sie nicht zum Weltcupprogramm gehören und die Ergebnisse nicht in die Gesamtwertung eingehen.
4. Ebenso wenig werden die Sprintrennen der Tour de Ski berücksichtigt, die nur mit Einschränkungen in die Gesamtwertung eingehen.

#### Einzelsprints
Hinweise:
1. Zunächst wird das Resultat in der Qualifikation, anschließend die Platzierung im Sprint selbst erwähnt.
2. Bestzeiten in der Qualifikation werden fett geschrieben.
3. Sollte sich Lind nicht für die Viertelfinals qualifiziert haben, so wird dies durch DNQ vermerkt.

| Saison    | WC1      | WC2       | WC3       | WC4       | WC5       | WC6       | WC7       | WC8       | WC9       | WC10 |
| --------- | -------- | --------- | --------- | --------- | --------- | --------- | --------- | --------- | --------- | ---- |
| 1999/2000 | DNS      | DNS       | DNS       | 21. / DNQ | DNS       | DNS       | –         | –         | –         | –    |
| 2000/2001 | DNS      | 42. / DNQ | 53. / DNQ | DNS       | DNS       | DNS       | –         | –         | –         | –    |
| 2001/2002 | 1. / 13. | 1. / 4.   | 1. / 9.   | 2. / 10.  | 1. / 13.  | 2. / 3.   | DNS       | –         | –         | –    |
| 2002/2003 | DNS      | 22. / DNQ | 3. / 9.   | 11. / 13. | 10. / 8.  | 4. / 8.   | 1. / 7.   | 9. / 10.  | –         | –    |
| 2003/2004 | 1. / 4.  | DNS       | DNS       | 8. / 9.   | 3. / 13.  | 8. / 7.   | 8. / 10.  | 12. / 4.  | –         | –    |
| 2004/2005 | 6. / 8.  | 8. / 5.   | 5. / 3.   | 1. / 9.   | 30. / DNQ | DNS       | 8. / 7.   | 16. / 12. | –         | –    |
| 2005/2006 | 1. / 5.  | 1. / 2.   | 1. / 1.   | 1. / 1.   | 3. / 8.   | 5. / 1.   | 9. / 4.   | 3. / 9.   | 14. / 4.  | –    |
| 2006/2007 | 8. / 27. | 12. / 17. | DNS       | DNS       | 17. / 18. | 25. / 28. | 1. / 10.  | 12. / 6.  | –         | –    |
| 2007/2008 | 2. / 2.  | 1. / 9.   | 13. / 12. | 13. / 11. | 16. / 10. | DNS       | 2. / 10.  | 7. / 4.   | 18. / 27. | –    |
| 2008/2009 | 4. / 17. | 16. / 6.  | 13. / 17. | 2. / 11.  | 12. / 22. | DNS       | 16. / 11. | 48. / DNQ | 39. / DNQ | DNS  |

#### Teamsprints
Hinweise:
1. Zunächst wird das Resultat im Teamsprint, anschließend Linds Partner genannt.
2. Alle Teamsprints gelten als solche, auch wenn die Internetseite der FIS einige als Team-Wettbewerbe mit Staffeln gleichsetzt.

| Saison    | WC1                          | WC2                          | WC3                          | WC4                          |
| --------- | ---------------------------- | ---------------------------- | ---------------------------- | ---------------------------- |
| 2003/2004 | 10. (mit Mikael Östberg)     | DNS                          | DNS                          | 2. (mit Mats Larsson)        |
| 2004/2005 | 5. (mit Thobias Fredriksson) | 4. (mit Thobias Fredriksson) | 5. (mit Mathias Fredriksson) | 2. (mit Thobias Fredriksson) |
| 2005/2006 | 2. (mit Thobias Fredriksson) | 2. (mit Thobias Fredriksson) | DNS                          | –                            |
| 2006/2007 | 1. (mit Peter Larsson)       | –                            | –                            | –                            |
| 2007/2008 | DNS                          | DNS                          | –                            | –                            |
| 2008/2009 | 2. (mit Thobias Fredriksson) | DNS                          | –                            | –                            |

#### Staffeln
Hinweis:
Zunächst wird das Resultat der Staffel, anschließend deren Besetzung (in der Startreihenfolge) genannt.
| Saison                                                        | WC1                                         | WC2                                       | WC3 | WC4                                               |
| ------------------------------------------------------------- | ------------------------------------------- | ----------------------------------------- | --- | ------------------------------------------------- |
| 2002/2003                                                     | DNS                                         | DNS                                       | DNS | 14. 1 (Lind, Richardsson, Langberg, P. Södergren) |
| In den Saisons 2003/2004 und 2004/2005 keine Staffeleinsätze. |                                             |                                           |     |                                                   |
| 2005/2006                                                     | DNS                                         | 14. 2 (Lind, Berglund, F. Östberg, Brink) | –   | –                                                 |
| 2006/2007                                                     | 19. 2 (Lind, Richardsson, Hellner, Högberg) | DNS                                       | DNS | DNS                                               |
| In den Saisons 2007/2008 und 2008/2009 keine Staffeleinsätze. |                                             |                                           |     |                                                   |

#### Distanzrennen
In seiner gesamten Weltcupkarriere erreichte Lind nur bei zwei Einzelrennen, die länger als fünf Kilometer waren, das Ziel und ging insgesamt bei nur dreien an den Start. Bei weiteren zwei Wettkämpfen war er zwar gemeldet, startete aber nicht. Außerdem nahm der Schwede an der Tour de Ski 2006/07 teil, deren Gesamtwertung – und auch die Einzeletappen – ebenfalls in die Gesamtweltcupwertung einging. Dort blieb er jedoch schwach und wurde Letzter des Klassements.
- Gällivare (Schweden), 20. November 2004: 15 Kilometer; 56. Rang.
- Falun (Schweden), 19. März 2005: Verfolgung; DNF.
- Canmore (Kanada), 17. Dezember 2005: 30 Kilometer, 25. Rang.

### Gesamtwertungen im Weltcup
Dargestellt werden Linds Platzierungen in den einzelnen Disziplinenweltcups und im Gesamtweltcup.
- Rennen: Anzahl teilgenommene Rennen/Anzahl durchgeführte Rennen
- Punkte: In den Rennen gewonnene Punkte
- Platz: Platzierung am Ende der Weltcupsaison in der jeweiligen Disziplinenwertung bzw. dem Gesamtweltcup

| Saison    | Distanz | Distanz | Distanz | Sprint | Sprint | Sprint | Gesamt | Gesamt | Gesamt |
| Saison    | Rennen  | Punkte  | Platz   | Rennen | Punkte | Platz  | Rennen | Punkte | Platz  |
| --------- | ------- | ------- | ------- | ------ | ------ | ------ | ------ | ------ | ------ |
| 1999/2000 | 0/15    | –       | –       | 1/6    | 10     | 63.    | 1/21   | 10     | 103.   |
| 2000/2001 | 0/13    | –       | –       | 2/6    | –      | –      | 2/19   | –      | –      |
| 2001/2002 | 0/13    | –       | –       | 6/7    | 205    | 7.     | 6/20   | 139    | 33.    |
| 2002/2003 | 0/13    | –       | –       | 7/8    | 184    | 12.    | 7/21   | 100    | 45.    |
| 2003/2004 | 0/17    | –       | –       | 6/8    | 211    | 9.     | 6/25   | 211    | 29.    |
| 2004/2005 | 2/12    | –       | –       | 7/8    | 256    | 6.     | 9/20   | 255    | 20.    |
| 2005/2006 | 1/15    | 6       | 115.    | 9/9    | 586    | 1.     | 10/24  | 531    | 4.     |
| 2006/2007 | 1/12    | –       | –       | 6/8    | 100    | 26.    | 6/20   | 97     | 53.    |
| 2007/2008 | 0/15    | –       | –       | 8/9    | 261    | 8.     | 8/24   | 261    | 28.    |
| 2008/2009 | 0/15    | –       | –       | 8/10   | 125    | 20.    | 8/25   | 125    | 54.    |